# Michael McIndoe
Michael McIndoe (* 2. Dezember 1979 in Edinburgh) ist ein schottischer Fußballspieler. Der zumeist im linken Mittelfeld einsetzbare B-Auswahlspieler der „Bravehearts“ steht nach einer Serie zumeist kürzerer Engagements im britischen Profifußball aktuell beim englischen Zweitligisten Coventry City unter Vertrag.

## Sportlicher Werdegang
Bereits im Alter von 18 Jahren sammelte McIndoe beim englischen Drittligisten Luton Town erste Profierfahrungen, debütierte am 31. August 1998 beim 3:1-Auswärtssieg bei Wigan Athletic als Einwechselspieler zur zweiten Halbzeit und war bis Ende 1999 mit 19 Starteinsätzen in 39 Ligapartien Ergänzungsspieler bei den „Hatters“. Nach einem halben Jahr ohne weitere Spielpraxis wechselte er im Juli 2000 ablösefrei zu Hereford United. In der fünfthöchsten Spielklasse Englands war er zwar auf Anhieb einer der Leistungsträger, aber zunehmende finanzielle Schwierigkeiten bei den „Bulls“ sorgten dafür, dass er schon im Februar 2001 innerhalb der Football Conference für 25.000 Pfund zum Rivalen Yeovil Town weiterzog. Dort war er mit seiner Schnelligkeit auf der linken Außenbahn ein wichtiger Faktor dafür, dass dem Klub nach dem Sieg in der FA Trophy in der Saison 2002/03 als Conference-Meister der Aufstieg in den Profispielbetrieb der Football League gelang. Dabei hatte er mit zwölf Treffern in dieser Spielzeit eine für einen Mittelfeldspieler vergleichsweise hohe Torquote. Im direkten Anschluss an diesen Erfolg bat McIndoe um eine Freigabe für einen Vereinswechsel und heuerte kurze Zeit später für 50.000 Pfund beim Viertligawettbewerber Doncaster Rovers an.
Bei den „Rovers“ gelang ihm im Jahr 2004 der zweite Aufstieg in Serie. Zudem war McIndoe erneut zweitbester Torschütze seines Klubs und wurde darüber hinaus in die „Mannschaft der Saison 2003/04“ gewählt. In der drittklassigen Football League One steuerte er zwölf Ligatreffer zum Klassenerhalt bei und machte sich in der anschließenden Spielzeit auch bis in die Premier League hinauf einen Namen, als er per Elfmeter zunächst im League Cup den ersten Treffer zum 3:0-Sieg gegen Aston Villa erzielte und auch nach bereits vier Minuten gegen den FC Arsenal traf – das Duell ging nach dem Ausgleich der „Gunners“ in der Nachspielzeit letztlich im Elfmeterschießen verloren. Er geriet zudem durch seine Leistungen immer mehr ins Blickfeld der schottischen Nationalmannschaft; die gestiegenen Ambitionen untermauerte er durch ein kurzes Ausleihgeschäft mit dem Zweitligisten Derby County, wo er zwischen März und April 2006 acht Meisterschaftsspiele absolvierte.
Die Suche nach einem neuen Verein fand beim Zweitliganeuling FC Barnsley scheinbar ein Ende. Die guten Leistungen in der Football League Championship nutzte er jedoch schnell als Sprungbrett, das ihn im Herbst 2006 mittels einer Freigabeklausel zum ambitionierten Ligakonkurrenten Wolverhampton Wanderers beförderte – er spielte dort zunächst auf Leihbasis und unterschrieb zum Jahreswechsel 2006/07 für eine Ablösesumme in Höhe von 250.000 Pfund einen Kontrakt. Weiter im Schnelldurchgang unterzeichnete er im Juli 2007 beim Zweitligaaufsteiger Bristol City einen neuen Vertrag, wobei für McIndoe maßgeblich war, wieder mit Gary Johnson – seinem Ex-Trainer aus Yeovil – zusammenzuarbeiten. Wie im Vorjahr bei den „Wolves“ erreichte er auch mit den „Robins“ 2008 den Einzug in die Play-off-Spiele und verpasste durch ein knappes 0:1 gegen Finalgegner Hull City nur knapp den Aufstieg in die Premier League. Nach einem weiteren Jahr mehrten sich die Spekulationen über einen möglichen Transfer zu Sheffield United für 500.000 Pfund – bis dieser potentielle Neuklub öffentlich bekannte, mit Kyel Reid und Keith Treacy bessere Spieler auf dieser Position zu besitzen. Dessen ungeachtet fand McIndoe am 4. August 2009 mit dem ebenfalls in der zweiten Liga beheimateten Coventry City einen neuen Arbeitgeber.

## Erfolge
- FA Trophy: 2002